# Thomas Wang
Thomas Yung-Hsin Wang (王永信) (* 14. října 1925 v Pekingu – 4. ledna 2018 v San Franciscu) byl americkým evangelikálním pastorem, teologem a misijním koordinátorem čínského původu.
Narodil se v křesťanské rodině. Roku 1949 emigroval z Číny a žil v Hongkongu, na Tchaj-wanu a v Evropě; roku 1958 se natrvalo usadil v USA. Od roku 1953 působil jako pastor. Roku 1961 založil Chinese Christian Mission a roku 1976 Chinese Coordination Center for World Evangelism, spojující na 5 000 čínských exilových sborů. Od roku 1987 byl mezinárodním ředitelem Lausannského výboru pro světovou evangelizaci a od roku 1989 byl ředitelem Hnutí AD 2000. V této pozici patřil k hlavním organizátorům mezinárodní konference Nová východní Evropa pro Krista, která se uskutečnila ve dnech 23. – 28. července 1991 v Karviné. Působil jako ředitel kalifornského Great Commission Center International. V USA je známý také jako editor sborníku America, Return to God (2006), který vyšel v téměř půlmilionovém nákladu. Byl nositelem tří čestných doktorátů.